# Atimiola rickstanleyi
Atimiola rickstanleyi är en skalbaggsart som beskrevs av Steven W. Lingafelter och Eugenio H.Nearns 2007. Atimiola rickstanleyi ingår i släktet Atimiola och familjen långhorningar.
Artens utbredningsområde är Haiti. Inga underarter finns listade.